# Francesco Ferrara
Pour les articles homonymes, voir Ferrara.
Francesco Ferrara est un économiste, journaliste et homme politique italien né à Palerme, alors dans le royaume de Naples, le 7 décembre 1810 et mort à Venise le 22 janvier 1900. C’est le plus important économiste de l’époque du Risorgimento, vu comme un Frédéric Bastiat italien. 

## Biographie

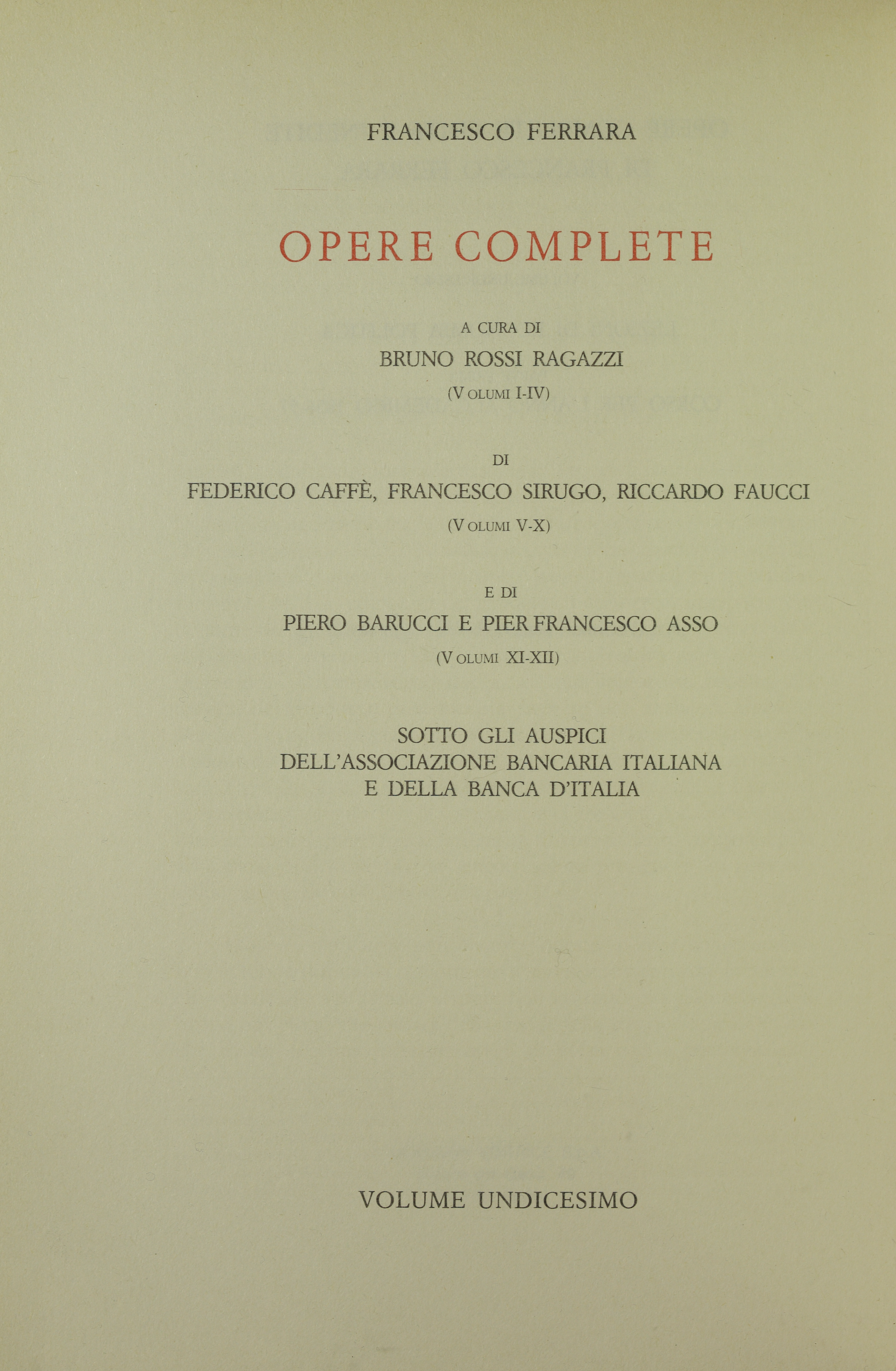
Lezioni di economia politica

Élevé au palais du prince de Calstelnuovo, sa formation a été celle d’un jeune aristocrate auprès des pères jésuites et philippins. Il commence des études de médecine qu’il abandonne pour se consacrer aux questions économiques et sociales. Il entre en 1833 à la direction centrale de statistiques de Palerme et fonde en 1836 le Giornale di Statistica. En 1844, il devient secrétaire de la Chambre de Commerce de Palerme et donne vie au Giornale di Commercio. La même année, il présente sa candidature au concours pour la chaire d’économie politique de l’Université de Palerme mais finalement se retire en faveur de son ami Raffaele Busacca. 
Il est arrêté en janvier 1848 pour son activisme hostile aux Bourbons avant d’être libéré par la Révolution victorieuse. Il fait partie du Comité révolutionnaire et participe à la commission qui devait préparer l’acte de convocation du parlement de Sicile et il est élu député à la Chambre, soutenant un programme constitutionnaliste et fédéraliste. Il est également membre de la mission diplomatique qui offre la couronne sicilienne au duc de Gênes. Il s’installe d’ailleurs à Turin après l’écrasement du mouvement révolutionnaire. 
Il y obtient en 1848 la chaire d’économie politique et collabore à divers journaux, Il Risorgimento de Cavour, La Croce di Savoia, Il Parlamento et l’Economista. C’est toujours à Turin qu’il entame la publication des premières séries de la Biblioteca dell’Economista (qui devait compter 26 volumes) éditée par Pomba. En 1858, il est contraint, pour des raisons disciplinaires, d’abandonner sa chaire et enseigne à l’Université de Pise. 
Rentré en Sicile après l’expédition de Garibaldi, il se bat pour l’autonomie sicilienne et participe aux travaux du Conseil extraordinaire d’État. En 1861, il ne réussit pas à se faire élire député au Parlement italien. Il obtient néanmoins la direction des impôts et le poste de conseiller à la Cour des Comptes. En 1868, il fonde à Florence la Società di economia politica et en 1874 la società Adamo Smith. En 1867, il est ministre des finances du gouvernement Urbano Rattazzi se battant pour la vente des biens ecclésiastiques et l’abolition du cours forcé. Il démissionne au bout de quelques mois, participant cependant intensément, le plus souvent sur les bancs de l’opposition, à la vie parlementaire. Il est nommé sénateur du royaume en 1881.

## Un précurseur méconnu
Adversaire du protectionnisme et du socialisme, ce libéral intransigeant et cet esprit libre, avait été suspendu de ses fonctions en 1858 pour avoir excité les jeunes à mépriser le gouvernement. En effet, il considérait tout gouvernement comme une minorité organisée et non comme un être à part supérieur et s’opposait par ailleurs à tout programme centralisé d’éducation. Hostile aux instituts centraux d’émission, il apparaît, dans sa théorie de la monnaie fiduciaire, comme un précurseur de Hayek et Milton Friedman. Il a fortement influencé James McGill Buchanan, qui avait étudié en Italie, dans la formation de sa théorie des choix publics.

## Principales œuvres
- Dubbi sulla statistica (1835)
- Sulla teoria della statistica secondo Romagnosi (1836)
- Sul cabotaggio fra Napoli e Sicilia (1837)
- Cenni sulla miglior maniera di formare uffici statistici, e i Fanciulli abbandonati (1838)
- Studi sulla popolazione della Sicilia (1840)
- Malthus, i suoi avversari, i suoi seguaci, le conseguenze della sua dottrina, Della riforma postale, e i I periodi dell’economia politica (1841)
- Lezioni di economia politica (1856-1858)
- Esame storico - critico di economisti e dottrine economiche, 2 vol., (1889-1891)
- Memorie di statistica (1890).

## Citations
- Qu'est-ce qu'un gouvernement ? Rien de ce que certaines philosophies nébuleuses, ou ce que les velléités du socialisme et du communisme prétendent nous donner à entendre. Ce n'est pas un être à part, supérieur, détaché, différent de ce que nous sommes. C'est une fraction de nous-mêmes. En fin de compte, tout gouvernement est une minorité. (Francesco Ferrara)

- Ferrara, un Frédéric Bastiat de chez nous mais si cela est possible plus moderne encore que le Français qui est pourtant plus admiré.(Oscar Giannino)